# Цзянчэн-Хани-Ийский автономный уезд
Цзянчэн-Хани-Ийский автономный уезд (кит. упр. 江城哈尼族彝族自治县, пиньинь Jiāngchéng Hānízú Yízú zìzhìxiàn) — автономный уезд городского округа Пуэр провинции Юньнань (КНР).

## История
В 1929 году из уезда Моцзян был выделен уезд Цзянчэн (江城县).
После вхождения провинции Юньнань в состав КНР в 1950 году был образован Специальный район Нинъэр (宁洱专区), и уезд вошёл в его состав.
Постановлением Госсовета КНР от 2 апреля 1951 года Специальный район Нинъэр был переименован в Специальный район Пуэр (普洱专区).
Постановлением Госсовета КНР от 28 марта 1953 года Специальный район Пуэр был переименован в Специальный район Сымао (思茅专区).
Постановлением Госсовета КНР от 18 мая 1954 года уезд Цзянчэн был преобразован в Цзянчэн-Хани-Ийский автономный район уездного уровня (江城哈尼族彝族自治区（县级）).
Постановлением Госсовета КНР от 1 сентября 1954 года из Специального района Сымао был выделен Сишуанбаньна-Дайский автономный район окружного уровня (立西双版纳傣族自治区（地级）), и волость Чжэндун (整董乡) уезда Цзянчэн также была передана в его состав.
В 1955 году Цзянчэн-Хани-Ийский автономный район был преобразован в Цзянчэн-Хани-Ийский автономный уезд
Постановлением Госсовета КНР от 19 октября 1957 года Специальный район Сымао был расформирован, а входившие в его состав административные единицы перешли в состав Сишуанбаньна-Дайского автономного округа. 
Постановлением Госсовета КНР от 18 августа 1964 года был воссоздан Специальный район Сымао, и автономный уезд вернулся в его состав.
В 1970 году Специальный район Сымао был переименован в Округ Сымао (思茅地区).
Постановлением Госсовета КНР от 30 октября 2003 года округ Сымао был преобразован в городской округ.
Постановлением Госсовета КНР от 21 января 2007 года городской округ Сымао был переименован в городской округ Пуэр.

## Административное деление
Автономный уезд делится на 5 посёлков и 2 волости.